# Erupção fissural

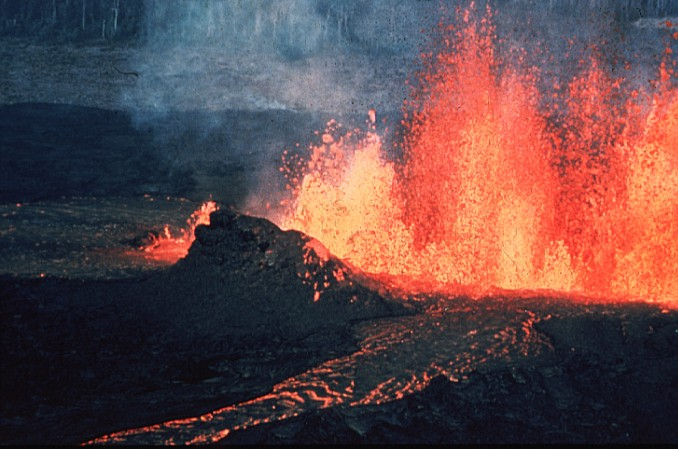
Erupção fissural com formação de uma escoada lávica.

Uma erupção fissural ou fissura vulcânica é uma erupção vulcânica que ocorre ao longo de uma fissura mais ou menos linear na crusta, em geral com poucos metros de largura, mas com centenas ou mesmo milhares de metros de comprimento. A lava é expelida pela fissura, geralmente sem actividade explosiva, sendo normalmente atividade efusiva, escorrendo sobre a superfície em função da topografia preexistente.
Este tipo de vulcanismo surge muitas vezes associado a limites divergentes, dando-se a formação de fundo oceânico. Se surgir ao nível dos continentes, como no Decão, na Índia, são formados extensos mantos de lava.
O magma expelido neste tipo de vulcanismo é, regra geral, fluído, formando por isso mantos de lava no contexto continental ou fundos oceânicos ao nível do fundo oceânico. Dada a fluidez do magma podemos concluir que o tipo de magma expulso é do tipo basáltico, tendo uma concentração de sílica (SiO2) abaixo dos 50%, baixa quando comparada com outros magmas. Através da concentração de sílica é possível deduzir que este magma terá um caráter básico.